# Jan Borowiec
Jan Borowiec – polski ekonomista, profesor nauk ekonomicznych.

## Życiorys
W 1983 r. obronił pracę doktorską, w 1994 habilitował się na podstawie pracy zatytułowanej Strategie rozwoju krajów Trzeciego Świata. W 2002 uzyskał tytuł profesora nauk ekonomicznych.
Został zatrudniony w Wyższej Szkole Techniczno-Ekonomicznej z siedzibą w Świdnicy i na Uniwersytecie Ekonomicznym we Wrocławiu.